# Groupe communiste (Assemblée nationale)
Pour les articles homonymes, voir GDR et Groupe communiste.
Le groupe communiste, dénommé groupe de la Gauche démocrate et républicaine — abrégé en GDR par les services de l'Assemblée nationale —, est un groupe parlementaire français à l'Assemblée nationale. Ayant le plus souvent porté le nom de groupe communiste, il a parfois pris d'autres appellations au cours de son histoire.
Existant sous la IIIe République à partir de 1924, sous la IVe République et sous la Ve République depuis 1962, il est essentiellement constitué par les élus du Parti communiste français (PCF), ainsi que plusieurs apparentés communistes et d'outre-mer.
Le groupe est présidé depuis le 1er avril 2025 par Stéphane Peu, député de la 2e circonscription de la Seine-Saint-Denis.

## Effectifs et dénominations
| Année                                              | Législature      | Nom                                                  | Membres | Apparentés | Total     | Évolution | %     |
| -------------------------------------------------- | ---------------- | ---------------------------------------------------- | ------- | ---------- | --------- | --------- | ----- |
| IIIe République                                    |                  |                                                      |         |            |           |           |       |
| 1924                                               | XIIIe            | Communiste (COM)                                     | 26      | 0          | 26 / 581  | 26        | 4,48  |
| 1928                                               | XIVe             | Communiste (COM)                                     | 11      | 1          | 12 / 604  | 14        | 1,98  |
| 1932                                               | XVe              | Communiste (COM)                                     | 10      | 0          | 10 / 607  | 2         | 1,64  |
| 1936                                               | XVIe             | Communiste (COM)                                     | 72      | 0          | 72 / 610  | 62        | 11,80 |
| 1939                                               | XVIe             | Groupe ouvrier et paysan français (GOPF)             | 43      | 0          | 43 / 610  | 29        | 7,05  |
| Gouvernement provisoire de la République française |                  |                                                      |         |            |           |           |       |
| 1945                                               | Ire Constituante | Communistes & Républicains et résistants             | 151     | 8          | 159 / 586 | 87        | 27,13 |
| 1946 (juin)                                        | IIe Constituante | Communiste & Union républicain et résistante         | 152     | 1          | 153 / 586 | 6         | 26,11 |
| IVe République                                     |                  |                                                      |         |            |           |           |       |
| 1946 (nov)                                         | Ire              | Communistes                                          | 182     | 0          | 182 / 620 | 29        | 29,45 |
| 1951                                               | IIe              | Communistes et Républicains progressistes            | 103     | 0          | 103 / 627 | 79        | 16,45 |
| 1956                                               | IIIe             | Communistes et Républicains progressistes            | 149     | 1          | 150 / 607 | 47        | 25,25 |
| Ve République                                      |                  |                                                      |         |            |           |           |       |
| 1958                                               | Ire              | —                                                    | 10      | 0          | 10 / 576  | 140       | 1,80  |
| 1962                                               | IIe              | Communiste (COM)                                     | 41      | 0          | 41 / 482  | 41        | 8,51  |
| 1967                                               | IIIe             | Communiste (COM)                                     | 71      | 2          | 73 / 486  | 32        | 15,02 |
| 1968                                               | IVe              | Communiste (COM)                                     | 33      | 1          | 34 / 487  | 39        | 6,98  |
| 1973                                               | Ve               | Communiste (COM)                                     | 73      | 0          | 73 / 490  | 39        | 14,90 |
| 1978                                               | VIe              | Communiste (COM)                                     | 86      | 0          | 86 / 491  | 13        | 17,52 |
| 1981                                               | VIIe             | Communiste (COM)                                     | 43      | 1          | 44 / 491  | 42        | 8,96  |
| 1986                                               | VIIIe            | Communiste (COM)                                     | 32      | 3          | 35 / 577  | 9         | 6,07  |
| 1988*                                              | IXe              | Communiste (COM)                                     | 24      | 1          | 25 / 575  | 10        | 4,33  |
| 1993                                               | Xe               | Communiste (COM)                                     | 22      | 1          | 23 / 577  | 2         | 3,99  |
| 1997                                               | XIe              | Communiste (COM)                                     | 34      | 2          | 36 / 577  | 13        | 6,24  |
| 2002                                               | XIIe             | Communistes et républicains (CR)                     | 22      | 0          | 22 / 577  | 14        | 3,81  |
| 2007                                               | XIIIe            | Gauche démocrate et républicaine (GDR)               | 24      | 0          | 24 / 577  | 2         | 4,16  |
| 2012                                               | XIVe             | Gauche démocrate et républicaine (GDR)               | 15      | 0          | 15 / 577  | 9         | 2,60  |
| 2017                                               | XVe              | Gauche démocrate et républicaine (GDR)               | 16      | 0          | 16 / 577  | 1         | 2,77  |
| 2022                                               | XVIe             | Gauche démocrate et républicaine - Nupes (GDR-NUPES) | 22      | 0          | 22 / 577  | 6         | 3,81  |
| 2024                                               | XVIIe            | Gauche démocrate et républicaine (GDR)               | 17      | 0          | 17 / 577  | 5         | 2,95  |

* constitué le 15 juillet 1988, à la suite de l'abaissement par l'Assemblée du seuil de constitution des groupes de 30 à 20 députés.

## Composition

### Composition actuelle
| Circonscription     | Circonscription | Nom                  | Parti | Parti       | Ratt.       | Remarques                                                                              |
| ------------------- | --------------- | -------------------- | ----- | ----------- | ----------- | -------------------------------------------------------------------------------------- |
| Allier              | 1re             | Yannick Monnet       |       | PCF         | PCF         |                                                                                        |
| Cher                | 2e              | Nicolas Sansu        |       | PCF         | PCF         |                                                                                        |
| Puy-de-Dôme         | 5e              | André Chassaigne     |       | PCF         | PCF         | Président de groupe (2024-2025) Démissionne le 15 mars 2025                            |
| Puy-de-Dôme         | 5e              | Julien Brugerolles   |       | PCF         | PCF         | Remplace André Chassaigne le 1er avril 2025                                            |
| Seine-Maritime      | 3e              | Édouard Bénard       |       | PCF         | PCF         |                                                                                        |
| Seine-Maritime      | 8e              | Jean-Paul Lecoq      |       | PCF         | PCF         | Secrétaire de la commission des Affaires étrangères                                    |
| Hauts-de-Seine      | 1re             | Elsa Faucillon       |       | PCF         | PCF         |                                                                                        |
| Seine-Saint-Denis   | 2e              | Stéphane Peu         |       | PCF         | PCF         | Secrétaire de l’Assemblée nationale Président de groupe (depuis 2025)                  |
| Seine-Saint-Denis   | 4e              | Soumya Bourouaha     |       | PCF         | PCF         |                                                                                        |
| Val-d'Oise          | 3e              | Emmanuel Maurel      |       | GRS         | PCF         |                                                                                        |
| Martinique          | 2e              | Marcellin Nadeau     |       | Péyi-A      | Péyi-A      | Secrétaire de la commission du Développement durable et de l'Aménagement du territoire |
| Guyane              | 1re             | Jean-Victor Castor   |       | MDES        | PCF         |                                                                                        |
| Guyane              | 2e              | Davy Rimane          |       | DVG         | PCF         | Président de la Délégation aux outre-mer                                               |
| La Réunion          | 2e              | Karine Lebon         |       | PLR         | PLR         |                                                                                        |
| La Réunion          | 4e              | Émeline K/Bidi       |       | Progrès 974 | Progrès 974 |                                                                                        |
| La Réunion          | 6e              | Frédéric Maillot     |       | PLR         | PLR         |                                                                                        |
| Nouvelle-Calédonie  | 2e              | Emmanuel Tjibaou     |       | UC          | Aucun       | Vice-président de la Délégation aux outre-mer                                          |
| Polynésie française | 3e              | Mereana Reid Arbelot |       | Tavini      | PCF         | Secrétaire de l’Assemblée nationale                                                    |

### Composition entre 1967 et 2024
| Circonscription     | Circonscription | Nom                  | Parti | Parti       | Ratt.       | Remarques |
| ------------------- | --------------- | -------------------- | ----- | ----------- | ----------- | --- |
| Allier              | 1re             | Yannick Monnet       |       | PCF         | PCF         | |
| Bouches-du-Rhône    | 13e             | Pierre Dharréville   |       | PCF         | PCF         | Porte-parole du groupe Vice-président de la commission des Affaires sociales                                                                            |
| Cher                | 2e              | Nicolas Sansu        |       | PCF         | PCF         | |
| Nord                | 20e             | Fabien Roussel       |       | PCF         | PCF         | Secrétaire national du Parti communiste français |
| Pas-de-Calais       | 3e              | Jean-Marc Tellier    |       | PCF         | PCF         | |
| Puy-de-Dôme         | 5e              | André Chassaigne     |       | PCF         | PCF         | Président de groupe |
| Seine-Maritime      | 3e              | Hubert Wulfranc      |       | PCF         | PCF         | Démissionne le 14 décembre 2023 |
| Seine-Maritime      | 3e              | Édouard Bénard       |       | PCF         | PCF         | Remplace Hubert Wulfranc le 10 janvier 2024 |
| Seine-Maritime      | 6e              | Sébastien Jumel      |       | PCF         | PCF         | Porte-parole du groupe |
| Seine-Maritime      | 8e              | Jean-Paul Lecoq      |       | PCF         | PCF         | Vice-président de la commission des Affaires étrangères                                                                                                 |
| Hauts-de-Seine      | 1re             | Elsa Faucillon       |       | PCF         | PCF         | Porte-parole du groupe |
| Seine-Saint-Denis   | 2e              | Stéphane Peu         |       | PCF         | PCF         | |
| Seine-Saint-Denis   | 4e              | Soumya Bourouaha     |       | PCF         | PCF         | Secrétaire de l’Assemblée nationale |
| Martinique          | 1re             | Jiovanny William     |       | DVG         | Péyi-A      | Secrétaire de la Délégation aux outre-mer |
| Martinique          | 2e              | Marcellin Nadeau     |       | Péyi-A      | Péyi-A      | |
| Guyane              | 1re             | Jean-Victor Castor   |       | MDES        | PCF         | |
| Guyane              | 2e              | Davy Rimane          |       | DVG         | PCF         | Vice président (2022-2023) puis Président de la Délégation aux outre-mer (dès 2023)                                                                     |
| La Réunion          | 2e              | Karine Lebon         |       | PLR         | PLR         | Secrétaire de la Délégation aux outre-mer |
| La Réunion          | 4e              | Emeline K/Bidi       |       | Progrès 974 | Progrès 974 | |
| La Réunion          | 6e              | Frédéric Maillot     |       | PLR         | PLR         | |
| Polynésie française | 1re             | Tematai Le Gayic     |       | Tavini      | PCF         | Benjamin de l'Assemblée nationale |
| Polynésie française | 2e              | Steve Chailloux      |       | Tavini      | PCF         | Vice-président de la Délégation aux outre-mer (dès 2023)                                                                                                |
| Polynésie française | 3e              | Moetai Brotherson    |       | Tavini      | PCF         | Président de la Délégation aux outre-mer (jusqu'en 2023) Démissionne le 12 mai 2023, après son élection en tant que Président de la Polynésie française |
| Polynésie française | 3e              | Mereana Reid Arbelot |       | Tavini      | PCF         | Remplace Moetai Brotherson le 10 juin 2023 |

| Circonscription     | Circonscription | Nom                      | Parti | Parti  | Remarques |
| ------------------- | --------------- | ------------------------ | ----- | ------ | --- |
| Allier              | 1re             | Jean-Paul Dufrègne       |       | PCF    | |
| Bouches-du-Rhône    | 13e             | Pierre Dharréville       |       | PCF    | |
| Nord                | 16e             | Alain Bruneel            |       | PCF    | |
| Nord                | 20e             | Fabien Roussel           |       | PCF    | |
| Puy-de-Dôme         | 5e              | André Chassaigne         |       | PCF    | Président de groupe |
| Seine-Maritime      | 3e              | Hubert Wulfranc          |       | PCF    | |
| Seine-Maritime      | 6e              | Sébastien Jumel          |       | PCF    | |
| Seine-Maritime      | 8e              | Jean-Paul Lecoq          |       | PCF    | |
| Hauts-de-Seine      | 1re             | Elsa Faucillon           |       | PCF    | |
| Seine-Saint-Denis   | 2e              | Stéphane Peu             |       | PCF    | |
| Seine-Saint-Denis   | 4e              | Marie-George Buffet      |       | PCF    | |
| Martinique          | 2e              | Bruno Nestor Azerot      |       | DVG    | Démissionne le 23 avril 2018                                                                                           |
| Martinique          | 2e              | Manuéla Kéclard-Mondésir |       | DVG    | Remplace Bruno Nestor Azerot le 23 avril 2018 Secrétaire de la commission de la Défense nationale et des Forces armées |
| Martinique          | 4e              | Jean-Philippe Nilor      |       | Péyi-A | |
| Guyane              | 1re             | Gabriel Serville         |       | Péyi-G | Démissionne le 1er août 2021                                                                                           |
| La Réunion          | 2e              | Huguette Bello           |       | PLR    | Démissionne le 7 juillet 2020                                                                                          |
| La Réunion          | 2e              | Karine Lebon             |       | PLR    | Remplace Huguette Bello le 28 septembre 2020                                                                           |
| Polynésie française | 3e              | Moetai Brotherson        |       | Tavini | |

| Circonscription   | Circonscription | Nom                    | Parti | Parti        | Remarques                                                                              |
| ----------------- | --------------- | ---------------------- | ----- | ------------ | -------------------------------------------------------------------------------------- |
| Cher              | 2e              | Nicolas Sansu          |       | PCF          |                                                                                        |
| Bouches-du-Rhône  | 13e             | Gaby Charroux          |       | PCF          |                                                                                        |
| Nord              | 16e             | Jean-Jacques Candelier |       | PCF          | Vice-président de la commission de la Défense nationale et des Forces armées           |
| Nord              | 17e             | Marc Dolez             |       | PG puis DVG  | Secrétaire de l’Assemblée nationale                                                    |
| Nord              | 20e             | Alain Bocquet          |       | PCF          |                                                                                        |
| Oise              | 6e              | Patrice Carvalho       |       | PCF          | Secrétaire de la commission du Développement durable et de l'Aménagement du territoire |
| Puy-de-Dôme       | 5e              | André Chassaigne       |       | PCF          | Président de groupe                                                                    |
| Hauts-de-Seine    | 4e              | Jacqueline Fraysse     |       | FASE puis E! |                                                                                        |
| Seine-Saint-Denis | 4e              | Marie-Georges Buffet   |       | PCF          | Vice-présidente de la commission des Affaires culturelles et de l'Éducation            |
| Seine-Saint-Denis | 11e             | François Asensi        |       | FASE puis E! |                                                                                        |
| Martinique        | 1re             | Alfred Marie-Jeanne    |       | MIM          |                                                                                        |
| Martinique        | 2e              | Bruno Nestor Azerot    |       | DVG          | Vice-président de la commission des Affaires économiques                               |
| Martinique        | 4e              | Jean-Philippe Nilor    |       | MIM          |                                                                                        |
| Guyane            | 1re             | Gabriel Serville       |       | PSG          | Secrétaire de l’Assemblée nationale                                                    |
| La Réunion        | 2e              | Huguette Bello         |       | PLR          | Vice-présidente de la Délégation aux outre-mer                                         |

| Circonscription   | Circonscription | Nom                    | Parti | Parti         | Remarques                                                                         |
| ----------------- | --------------- | ---------------------- | ----- | ------------- | --------------------------------------------------------------------------------- |
| Aisne             | 4e              | Jacques Desallangre    |       | DVG puis PG   |                                                                                   |
| Cher              | 2e              | Jean-Claude Sandrier   |       | PCF           | Président de groupe (2007-2010)                                                   |
| Bouches-du-Rhône  | 13e             | Michel Vaxès           |       | PCF           |                                                                                   |
| Loire-Atlantique  | 1re             | François de Rugy       |       | LV            | Rejoint les Non-inscrits le 29 novembre 2011                                      |
| Gironde           | 3e              | Noël Mamère            |       | LV            | Rejoint les Non-inscrits le 29 novembre 2011 Secrétaire de la commission des Lois |
| Nord              | 16e             | Jean-Jacques Candelier |       | PCF           | Secrétaire de la commission de la Défense nationale et des Forces armées          |
| Nord              | 17e             | Marc Dolez             |       | PG            | Rejoint le groupe le 8 novembre 2008 Secrétaire de la commission des Lois         |
| Nord              | 20e             | Alain Bocquet          |       | PCF           |                                                                                   |
| Puy-de-Dôme       | 5e              | André Chassaigne       |       | PCF           |                                                                                   |
| Rhône             | 14e             | André Gerin            |       | PCF           |                                                                                   |
| Paris             | 1re             | Martine Billard        |       | LV puis PG    |                                                                                   |
| Paris             | 11e             | Yves Cochet            |       | LV            | Président de groupe (2009-2011) Rejoint les Non-inscrits le 29 novembre 2011      |
| Seine-Maritime    | 6e              | Jean-Paul Lecoq        |       | PCF           |                                                                                   |
| Seine-Maritime    | 8e              | Daniel Paul            |       | PCF           | Secrétaire de l’Assemblée nationale                                               |
| Yvelines          | 10e             | Anny Poursinoff        |       | LV            | Rejoint le groupe le 12 juillet 2010 Rejoint les Non-inscrits le 29 novembre 2011 |
| Somme             | 1re             | Maxime Gremetz         |       | COM           | Exclu du groupe le 12 avril 2011                                                  |
| Hauts-de-Seine    | 1re             | Roland Muzeau          |       | PCF           | Président de groupe (2011-2012)                                                   |
| Hauts-de-Seine    | 4e              | Jacqueline Fraysse     |       | PCF puis FASE |                                                                                   |
| Hauts-de-Seine    | 11e             | Marie-Hélène Amiable   |       | PCF           |                                                                                   |
| Seine-Saint-Denis | 2e              | Patrick Braouezec      |       | PCF puis FASE |                                                                                   |
| Seine-Saint-Denis | 4e              | Marie-Georges Buffet   |       | PCF           | Secrétaire nationale du Parti communiste français                                 |
| Seine-Saint-Denis | 7e              | Jean-Pierre Brard      |       | CAP puis FASE |                                                                                   |
| Seine-Saint-Denis | 11e             | François Asensi        |       | PCF puis FASE |                                                                                   |
| Val-de-Marne      | 10e             | Pierre Gosnat          |       | PCF           |                                                                                   |
| Martinique        | 1re             | Alfred Marie-Jeanne    |       | MIM           |                                                                                   |
| La Réunion        | 2e              | Huguette Bello         |       | PCR           |                                                                                   |

| Circonscription   | Circonscription | Nom                  | Parti | Parti  | Remarques                           |
| ----------------- | --------------- | -------------------- | ----- | ------ | ----------------------------------- |
| Aisne             | 4e              | Jacques Desallangre  |       | ex-MDC |                                     |
| Allier            | 2e              | Pierre Goldberg      |       | PCF    | Démissionne le 16 mars 2007         |
| Bouches-du-Rhône  | 4e              | Frédéric Dutoit      |       | PCF    |                                     |
| Bouches-du-Rhône  | 13e             | Michel Vaxès         |       | PCF    |                                     |
| Cher              | 2e              | Jean-Claude Sandrier |       | PCF    |                                     |
| Hérault           | 7e              | François Liberti     |       | PCF    |                                     |
| Isère             | 2e              | Gilbert Biessy       |       | PCF    |                                     |
| Nord              | 16e             | Georges Hage         |       | PCF    | Doyen de l'Assemblée nationale      |
| Nord              | 20e             | Alain Bocquet        |       | PCF    | Président de groupe                 |
| Puy-de-Dôme       | 5e              | André Chassaigne     |       | PCF    |                                     |
| Rhône             | 14e             | André Gérin          |       | PCF    |                                     |
| Seine-Maritime    | 8e              | Daniel Paul          |       | PCF    |                                     |
| Somme             | 1re             | Maxime Gremetz       |       | PCF    |                                     |
| Hauts-de-Seine    | 1re             | Jacques Brunhes      |       | PCF    | Secrétaire de l’Assemblée nationale |
| Hauts-de-Seine    | 4e              | Jacqueline Fraysse   |       | PCF    |                                     |
| Hauts-de-Seine    | 11e             | Janine Jambu         |       | PCF    |                                     |
| Seine-Saint-Denis | 2e              | Patrick Braouezec    |       | PCF    |                                     |
| Seine-Saint-Denis | 3e              | Muguette Jacquaint   |       | PCF    |                                     |
| Seine-Saint-Denis | 4e              | Marie-Georges Buffet |       | PCF    |                                     |
| Seine-Saint-Denis | 7e              | Jean-Pierre Brard    |       | CAP    |                                     |
| Seine-Saint-Denis | 11e             | François Asensi      |       | PCF    |                                     |
| Val-de-Marne      | 10e             | Jean-Claude Lefort   |       | PCF    |                                     |

| Circonscription     | Circonscription | Nom                  | Parti | Parti | Remarques                                                                                                 |
| ------------------- | --------------- | -------------------- | ----- | ----- | --- |
| Allier              | 2e              | Pierre Goldberg      |       | PCF   | |
| Allier              | 3e              | André Lajoinie       |       | PCF   | Président de la commission de la Production et des Échanges                                               |
| Bouches-du-Rhône    | 4e              | Guy Hermier          |       | PCF   | Décédé le 28 juillet 2001                                                                                 |
| Bouches-du-Rhône    | 4e              | Jean Dufour          |       | PCF   | Remplace Guy Hermier                                                                                      |
| Bouches-du-Rhône    | 9e              | Jean Tardito         |       | PCF   | Démissionne le 16 juillet 1998                                                                            |
| Bouches-du-Rhône    | 9e              | Alain Belviso        |       | PCF   | Élu le 27 septembre 1998, élection invalidée le 3 février 1999 par le Conseil constitutionnel             |
| Bouches-du-Rhône    | 10e             | Roger Meï            |       | PCF   | |
| Bouches-du-Rhône    | 13e             | Michel Vaxès         |       | PCF   | |
| Cher                | 2e              | Jean-Claude Sandrier |       | PCF   | |
| Côtes-d'Armor       | 4e              | Félix Leyzour        |       | PCF   | |
| Dordogne            | 3e              | René Dutin           |       | PCF   | |
| Gard                | 1re             | Alain Clary          |       | PCF   | |
| Gard                | 4e              | Patrick Malavieille  |       | PCF   | |
| Hérault             | 7e              | François Liberti     |       | PCF   | |
| Isère               | 2e              | Gilbert Biessy       |       | PCF   | |
| Loire               | 4e              | Bernard Outin        |       | PCF   | |
| Nord                | 16e             | Georges Hage         |       | PCF   | |
| Nord                | 19e             | Patrick Leroy        |       | PCF   | |
| Nord                | 20e             | Alain Bocquet        |       | PCF   | Président de groupe                                                                                       |
| Oise                | 6e              | Patrice Carvalho     |       | PCF   | |
| Pyrénées-Orientales | 1re             | Jean Vila            |       | PCF   | |
| Rhône               | 14e             | André Gérin          |       | PCF   | |
| Seine-Maritime      | 8e              | Daniel Paul          |       | PCF   | Questeur de l’Assemblée nationale (dès 2000)                                                              |
| Seine-Maritime      | 11e             | Christian Cuvilliez  |       | PCF   | |
| Somme               | 1re             | Maxime Gremetz       |       | PCF   | |
| Hauts-de-Seine      | 1re             | Jacques Brunhes      |       | PCF   | Nommé au gouvernement le 23 octobre 2001, en tant que Secrétaire d'État au Tourisme                       |
| Hauts-de-Seine      | 1re             | Dominique Frelaut    |       | PCF   | Remplace Jacques Brunhes                                                                                  |
| Hauts-de-Seine      | 4e              | Jacqueline Fraysse   |       | PCF   | |
| Hauts-de-Seine      | 11e             | Janine Jambu         |       | PCF   | |
| Seine-Saint-Denis   | 2e              | Patrick Braouezec    |       | PCF   | |
| Seine-Saint-Denis   | 3e              | Muguette Jacquaint   |       | PCF   | |
| Seine-Saint-Denis   | 4e              | Marie-George Buffet  |       | PCF   | Nommée au gouvernement le 4 juin 1997, en tant que Ministre de la Jeunesse et des Sports                  |
| Seine-Saint-Denis   | 4e              | Daniel Feurtet       |       | PCF   | Remplace Marie-Georges Buffet                                                                             |
| Seine-Saint-Denis   | 5e              | Jean-Claude Gayssot  |       | PCF   | Nommé au gouvernement le 4 juin 1997, en tant que Ministre de l'Équipement, des Transports et du Logement |
| Seine-Saint-Denis   | 5e              | Bernard Birsinger    |       | PCF   | Remplace Jean-Claude Gayssot                                                                              |
| Seine-Saint-Denis   | 7e              | Jean-Pierre Brard    |       | CAP   | Apparenté au groupe                                                                                       |
| Seine-Saint-Denis   | 11e             | François Asensi      |       | PCF   | |
| Val-de-Marne        | 10e             | Jean-Claude Lefort   |       | PCF   | |
| Val-de-Marne        | 11e             | Claude Billard       |       | PCF   | |
| Val-d'Oise          | 5e              | Robert Hue           |       | PCF   | |
| Guadeloupe          | 2e              | Ernest Moutoussamy   |       | PPDG  | Apparenté au groupe                                                                                       |

| Circonscription   | Circonscription | Nom                 | Parti | Parti        | Remarques                                               |
| ----------------- | --------------- | ------------------- | ----- | ------------ | ------------------------------------------------------- |
| Bouches-du-Rhône  | 4e              | Guy Hermier         |       | PCF          |                                                         |
| Bouches-du-Rhône  | 9e              | Jean Tardito        |       | PCF          |                                                         |
| Bouches-du-Rhône  | 10e             | Roger Meï           |       | PCF          | Rejoint le groupe le 20 octobre 1996                    |
| Isère             | 2e              | Gilbert Biessy      |       | PCF          |                                                         |
| Nord              | 16e             | Georges Hage        |       | PCF          | Vice-président de l'Assemblée nationale (jusqu’en 1995) |
| Nord              | 19e             | René Carpentier     |       | PCF          |                                                         |
| Nord              | 20e             | Alain Bocquet       |       | PCF          | Président de groupe                                     |
| Pas-de-Calais     | 11e             | Rémy Auchedé        |       | PCF          |                                                         |
| Rhône             | 14e             | André Gérin         |       | PCF          |                                                         |
| Seine-Maritime    | 3e              | Michel Grandpierre  |       | PCF          |                                                         |
| Seine-Maritime    | 8e              | Daniel Colliard     |       | PCF          | Vice-président de l'Assemblée nationale (1996-1997)     |
| Somme             | 1re             | Maxime Gremetz      |       | PCF          |                                                         |
| Hauts-de-Seine    | 1re             | Jacques Brunhes     |       | PCF          |                                                         |
| Hauts-de-Seine    | 11e             | Janine Jambu        |       | PCF          |                                                         |
| Seine-Saint-Denis | 2e              | Patrick Braouezec   |       | PCF          |                                                         |
| Seine-Saint-Denis | 3e              | Muguette Jacquaint  |       | PCF          | Vice-présidente de l'Assemblée nationale (1995-1996)    |
| Seine-Saint-Denis | 4e              | Louis Pierna        |       | PCF          |                                                         |
| Seine-Saint-Denis | 5e              | Jean-Claude Gayssot |       | PCF          |                                                         |
| Seine-Saint-Denis | 7e              | Jean-Pierre Brard   |       | PCF puis CAP |                                                         |
| Seine-Saint-Denis | 11e             | François Asensi     |       | PCF          |                                                         |
| Val-de-Marne      | 9e              | Paul Mercieca       |       | PCF          |                                                         |
| Val-de-Marne      | 10e             | Jean-Claude Lefort  |       | PCF          |                                                         |
| Val-de-Marne      | 11e             | Georges Marchais    |       | PCF          | Secrétaire général du Parti communiste français         |
| Guadeloupe        | 2e              | Ernest Moutoussamy  |       | PPDG         | Apparenté au groupe                                     |

| Circonscription   | Circonscription | Nom                 | Parti | Parti         | Remarques                                       |
| ----------------- | --------------- | ------------------- | ----- | ------------- | ----------------------------------------------- |
| Aisne             | 2e              | Daniel Le Meur      |       | PCF           |                                                 |
| Allier            | 2e              | Pierre Goldberg     |       | PCF           |                                                 |
| Allier            | 3e              | André Lajoinie      |       | PCF           | Président de groupe                             |
| Bouches-du-Rhône  | 4e              | Guy Hermier         |       | PCF           |                                                 |
| Bouches-du-Rhône  | 9e              | Jean Tardito        |       | PCF           |                                                 |
| Bouches-du-Rhône  | 13e             | Paul Lombard        |       | PCF           |                                                 |
| Cher              | 2e              | Jacques Rimbault    |       | PCF           |                                                 |
| Gard              | 4e              | Gilbert Millet      |       | PCF           |                                                 |
| Loire             | 4e              | Théo Vial-Massat    |       | PCF           |                                                 |
| Nord              | 16e             | Georges Hage        |       | PCF           | Vice-président de l'Assemblée nationale         |
| Nord              | 19e             | Gustave Ansart      |       | PCF           | Décédé le 20 septembre 1990                     |
| Nord              | 19e             | René Carpentier     |       | PCF           | Remplace Gustave Ansart                         |
| Nord              | 20e             | Alain Bocquet       |       | PCF           |                                                 |
| Nord              | 21e             | Fabien Thiémé       |       | PCF           |                                                 |
| Seine-Maritime    | 8e              | André Duroméa       |       | PCF           |                                                 |
| Hauts-de-Seine    | 1re             | Jacques Brunhes     |       | PCF           |                                                 |
| Seine-Saint-Denis | 2e              | Marcelin Berthelot  |       | PCF           |                                                 |
| Seine-Saint-Denis | 3e              | Muguette Jacquaint  |       | PCF           |                                                 |
| Seine-Saint-Denis | 4e              | Louis Pierna        |       | PCF           |                                                 |
| Seine-Saint-Denis | 5e              | Jean-Claude Gayssot |       | PCF           |                                                 |
| Seine-Saint-Denis | 7e              | Jean-Pierre Brard   |       | PCF           |                                                 |
| Seine-Saint-Denis | 11e             | François Asensi     |       | PCF           |                                                 |
| Val-de-Marne      | 10e             | Jean-Claude Lefort  |       | PCF           |                                                 |
| Val-de-Marne      | 11e             | Georges Marchais    |       | PCF           | Secrétaire général du Parti communiste français |
| Val-d'Oise        | 5e              | Robert Montdargent  |       | PCF           |                                                 |
| Guadeloupe        | 2e              | Ernest Moutoussamy  |       | PCG puis PPDG | Apparenté au groupe                             |

| Département        | Nom                 | Parti | Parti | Remarques                                                    |
| ------------------ | ------------------- | ----- | ----- | ------------------------------------------------------------ |
| Aisne              | Daniel Le Meur      |       | PCF   |                                                              |
| Allier             | André Lajoinie      |       | PCF   | Président de groupe                                          |
| Bouches-du-Rhône   | Guy Hermier         |       | PCF   |                                                              |
| Bouches-du-Rhône   | Vincent Porelli     |       | PCF   |                                                              |
| Cher               | Jacques Rimbault    |       | PCF   |                                                              |
| Gard               | Bernard Deschamps   |       | PCF   |                                                              |
| Gironde            | Michel Peyret       |       | PCF   |                                                              |
| Hérault            | Michel Peyret       |       | PCF   |                                                              |
| Isère              | Jacques Roux        |       | PCF   |                                                              |
| Loire              | Paul Chomat         |       | PCF   |                                                              |
| Marne              | Jean Reyssier       |       | PCF   |                                                              |
| Meurthe-et-Moselle | Colette Goeuriot    |       | PCF   |                                                              |
| Nord               | Georges Hage        |       | PCF   |                                                              |
| Nord               | Gustave Ansart      |       | PCF   |                                                              |
| Nord               | Alain Bocquet       |       | PCF   |                                                              |
| Nord               | Jean Jarosz         |       | PCF   |                                                              |
| Pas-de-Calais      | Jean-Jacques Barthe |       | PCF   |                                                              |
| Pas-de-Calais      | Rémy Auchedé        |       | PCF   |                                                              |
| Rhône              | Charles Fiterman    |       | PCF   |                                                              |
| Seine-Maritime     | Roland Leroy        |       | PCF   |                                                              |
| Seine-et-Marne     | Gérard Bordu        |       | PCF   |                                                              |
| Yvelines           | Jacqueline Hoffmann |       | PCF   |                                                              |
| Somme              | Maxime Gremetz      |       | PCF   |                                                              |
| Haute-Vienne       | Marcel Rigout       |       | PCF   |                                                              |
| Essonne            | Roger Combrisson    |       | PCF   |                                                              |
| Hauts-de-Seine     | Guy Ducoloné        |       | PCF   |                                                              |
| Seine-Saint-Denis  | Muguette Jacquaint  |       | PCF   |                                                              |
| Seine-Saint-Denis  | Jean-Claude Gayssot |       | PCF   |                                                              |
| Seine-Saint-Denis  | François Asensi     |       | PCF   |                                                              |
| Val-de-Marne       | Georges Marchais    |       | PCF   | Secrétaire général du Parti communiste français              |
| Val-de-Marne       | Paul Mercieca       |       | PCF   |                                                              |
| Val-d'Oise         | Robert Montdargent  |       | PCF   |                                                              |
| Guadeloupe         | Ernest Moutoussamy  |       | PCG   | Apparenté au groupe                                          |
| Réunion            | Paul Vergès         |       | PCR   | Apparenté au groupe, démissionne le 14 octobre 1987          |
| Réunion            | Élie Hoarau         |       | PCR   | Apparenté au groupe, démissionne le 14 octobre 1987          |
| Réunion            | Laurent Vergès      |       | PCR   | Apparenté au groupe, remplace Paul Vergès le 14 octobre 1987 |
| Réunion            | Claude Hoarau       |       | PCR   | Apparenté au groupe, remplace Élie Hoarau le 14 octobre 1987 |

| Circonscription     | Circonscription | Nom                 | Parti | Parti | Remarques                                                                                      |
| ------------------- | --------------- | ------------------- | ----- | ----- | ---------------------------------------------------------------------------------------------- |
| Aisne               | 2e              | Daniel Le Meur      |       | PCF   |                                                                                                |
| Aisne               | 4e              | Roland Renard       |       | PCF   |                                                                                                |
| Allier              | 3e              | André Lajoinie      |       | PCF   | Président de groupe                                                                            |
| Bouches-du-Rhône    | 4e              | Guy Hermier         |       | PCF   |                                                                                                |
| Bouches-du-Rhône    | 6e              | Edmond Garcin       |       | PCF   |                                                                                                |
| Bouches-du-Rhône    | 10e             | René Rieubon        |       | PCF   |                                                                                                |
| Bouches-du-Rhône    | 11e             | Vincent Porelli     |       | PCF   |                                                                                                |
| Charente            | 2e              | André Soury         |       | PCF   |                                                                                                |
| Cher                | 1re             | Jacques Rimbault    |       | PCF   |                                                                                                |
| Corrèze             | 1re             | Jean Combasteil     |       | PCF   |                                                                                                |
| Dordogne            | 4e              | Lucien Dutard       |       | PCF   |                                                                                                |
| Gard                | 1re             | Émile Jourdan       |       | PCF   |                                                                                                |
| Gard                | 3e              | Adrienne Horvath    |       | PCF   |                                                                                                |
| Hérault             | 4e              | Paul Balmigère      |       | PCF   |                                                                                                |
| Isère               | 3e              | Louis Maisonnat     |       | PCF   |                                                                                                |
| Loire               | 1re             | Paul Chomat         |       | PCF   |                                                                                                |
| Loire               | 4e              | Théo Vial-Massat    |       | PCF   |                                                                                                |
| Meurthe-et-Moselle  | 6e              | Colette Goeuriot    |       | PCF   |                                                                                                |
| Nord                | 14e             | Émile Roger         |       | PCF   |                                                                                                |
| Nord                | 15e             | Georges Hage        |       | PCF   | Secrétaire de l’Assemblée nationale                                                            |
| Nord                | 18e             | Georges Bustin      |       | PCF   |                                                                                                |
| Nord                | 19e             | Alain Bocquet       |       | PCF   |                                                                                                |
| Nord                | 20e             | Gustave Ansart      |       | PCF   |                                                                                                |
| Nord                | 23e             | Jean Jarosz         |       | PCF   |                                                                                                |
| Pas-de-Calais       | 7e              | Jean-Jacques Barthe |       | PCF   |                                                                                                |
| Pas-de-Calais       | 14e             | Joseph Legrand      |       | PCF   |                                                                                                |
| Pyrénées-Orientales | 2e              | André Tourné        |       | PCF   |                                                                                                |
| Seine-Maritime      | 7e              | André Duroméa       |       | PCF   |                                                                                                |
| Somme               | 3e              | Michel Couillet     |       | PCF   |                                                                                                |
| Haute-Vienne        | 2e              | Marcel Rigout       |       | PCF   | Nommé au gouvernement le 24 juillet 1981, en tant que Ministre de la Formation professionnelle |
| Haute-Vienne        | 2e              | Roland Mazoin       |       | PCF   | Remplace Marcel Rigout                                                                         |
| Hauts-de-Seine      | 1re             | Jacques Brunhes     |       | PCF   |                                                                                                |
| Hauts-de-Seine      | 3e              | Dominique Frelaut   |       | PCF   |                                                                                                |
| Hauts-de-Seine      | 4e              | Parfait Jans        |       | PCF   |                                                                                                |
| Hauts-de-Seine      | 7e              | Jacqueline Fraysse  |       | PCF   |                                                                                                |
| Hauts-de-Seine      | 11e             | Guy Ducoloné        |       | PCF   | Vice-président de l'Assemblée nationale                                                        |
| Seine-Saint-Denis   | 2e              | Pierre Zarka        |       | PCF   |                                                                                                |
| Seine-Saint-Denis   | 3e              | Jack Ralite         |       | PCF   | Nommé au gouvernement le 24 juillet 1981, en tant que Ministre de la Santé                     |
| Seine-Saint-Denis   | 3e              | Muguette Jacquaint  |       | PCF   | Remplace Jack Ralite                                                                           |
| Seine-Saint-Denis   | 4e              | Maurice Nilès       |       | PCF   |                                                                                                |
| Seine-Saint-Denis   | 7e              | Louis Odru          |       | PCF   |                                                                                                |
| Seine-Saint-Denis   | 8e              | François Asensi     |       | PCF   |                                                                                                |
| Val-de-Marne        | 1re             | Georges Marchais    |       | PCF   | Secrétaire général du Parti communiste français                                                |
| Val-de-Marne        | 3e              | Georges Gosnat      |       | PCF   | Décédé le 22 mai 1982                                                                          |
| Val-de-Marne        | 3e              | Paul Mercieca       |       | PCF   | Remplace Georges Gosnat                                                                        |
| Val-d'Oise          | 3e              | Robert Montdargent  |       | PCF   |                                                                                                |
| Guadeloupe          | 1re             | Ernest Moutoussamy  |       | PCG   | Apparenté au groupe                                                                            |

| Circonscription         | Circonscription | Nom                    | Parti | Parti | Remarques |
| ----------------------- | --------------- | ---------------------- | ----- | ----- | --- |
| Aisne                   | 2e              | Daniel Le Meur         |       | PCF   | |
| Aisne                   | 4e              | Roland Renard          |       | PCF   | |
| Allier                  | 2e              | Pierre Goldberg        |       | PCF   | |
| Allier                  | 3e              | André Lajoinie         |       | PCF   | Président de groupe (à partir du 27 janvier 1981) |
| Alpes-de-Haute-Provence | 2e              | Pierre Girardot        |       | PCF   | |
| Ardennes                | 1re             | Alain Léger            |       | PCF   | |
| Ardennes                | 2e              | René Visse             |       | PCF   | |
| Bouches-du-Rhône        | 4e              | Guy Hermier            |       | PCF   | |
| Bouches-du-Rhône        | 5e              | Georges Lazzarino      |       | PCF   | |
| Bouches-du-Rhône        | 6e              | Edmond Garcin          |       | PCF   | |
| Bouches-du-Rhône        | 7e              | Jeanine Porte          |       | PCF   | |
| Bouches-du-Rhône        | 8e              | Marcel Tassy           |       | PCF   | |
| Bouches-du-Rhône        | 10e             | René Rieubon           |       | PCF   | |
| Bouches-du-Rhône        | 11e             | Vincent Porelli        |       | PCF   | |
| Charente                | 2e              | André Soury            |       | PCF   | |
| Corrèze                 | 2e              | Jacques Chaminade      |       | PCF   | |
| Côtes-d'Armor           | 4e              | François Leizour       |       | PCF   | |
| Dordogne                | 4e              | Lucien Dutard          |       | PCF   | |
| Gard                    | 1re             | Émile Jourdan          |       | PCF   | |
| Gard                    | 2e              | Bernard Deschamps      |       | PCF   | |
| Gard                    | 3e              | Adrienne Horvath       |       | PCF   | |
| Gard                    | 4e              | Gilbert Millet         |       | PCF   | |
| Hérault                 | 3e              | Myriam Barbera         |       | PCF   | |
| Hérault                 | 4e              | Paul Balmigère         |       | PCF   | |
| Isère                   | 3e              | Louis Maisonnat        |       | PCF   | |
| Loire                   | 4e              | Théo Vial-Massat       |       | PCF   | |
| Lot-et-Garonne          | 2e              | Hubert Ruffe           |       | PCF   | |
| Meurthe-et-Moselle      | 6e              | Colette Goeuriot       |       | PCF   | |
| Meurthe-et-Moselle      | 7e              | Antoine Porcu          |       | PCF   | |
| Moselle                 | 3e              | César Depietri         |       | PCF   | |
| Nord                    | 14e             | Émile Roger            |       | PCF   | |
| Nord                    | 15e             | Georges Hage           |       | PCF   | |
| Nord                    | 17e             | Claude Wargnies        |       | PCF   | |
| Nord                    | 18e             | Georges Bustin         |       | PCF   | |
| Nord                    | 19e             | Alain Bocquet          |       | PCF   | |
| Nord                    | 20e             | Gustave Ansart         |       | PCF   | |
| Nord                    | 21e             | Marceau Gauthier       |       | PCF   | |
| Nord                    | 22e             | Albert Maton           |       | PCF   | |
| Nord                    | 23e             | Jean Jarosz            |       | PCF   | |
| Oise                    | 3e              | Raymond Maillet        |       | PCF   | |
| Pas-de-Calais           | 5e              | Jean Bardol            |       | PCF   | |
| Pas-de-Calais           | 7e              | Jean-Jacques Barthe    |       | PCF   | |
| Pas-de-Calais           | 10e             | Maurice Andrieux       |       | PCF   | |
| Pas-de-Calais           | 11e             | Henri Lucas            |       | PCF   | Décédé le 30 juillet 1978 |
| Pas-de-Calais           | 11e             | Angèle Chavatte        |       | PCF   | Remplace Henri Lucas |
| Pas-de-Calais           | 14e             | Joseph Legrand         |       | PCF   | |
| Pyrénées-Orientales     | 2e              | André Tourné           |       | PCF   | |
| Rhône                   | 11e             | Marcel Houël           |       | PCF   | |
| Sarthe                  | 2e              | Daniel Boulay          |       | PCF   | |
| Paris                   | 13e             | Gisèle Moreau          |       | PCF   | |
| Paris                   | 29e             | Paul Laurent           |       | PCF   | |
| Paris                   | 31e             | Lucien Villa           |       | PCF   | |
| Seine-Maritime          | 3e              | Roland Leroy           |       | PCF   | |
| Seine-Maritime          | 4e              | Colette Privat         |       | PCF   | Vice-présidente de l'Assemblée nationale |
| Seine-Maritime          | 7e              | André Duroméa          |       | PCF   | |
| Seine-Maritime          | 9e              | Irénée Bourgois        |       | PCF   | |
| Seine-et-Marne          | 2e              | Gérard Bordu           |       | PCF   | |
| Somme                   | 1re             | Maxime Gremetz         |       | PCF   | |
| Somme                   | 3e              | Michel Couillet        |       | PCF   | |
| Somme                   | 4e              | Chantal Leblanc        |       | PCF   | |
| Vaucluse                | 3e              | Fernand Marin          |       | PCF   | |
| Haute-Vienne            | 1re             | Ellen Constans         |       | PCF   | Vice-présidente de l'Assemblée nationale |
| Haute-Vienne            | 2e              | Marcel Rigout          |       | PCF   | |
| Haute-Vienne            | 3e              | Jacques Jouve          |       | PCF   | |
| Essonne                 | 1re             | Roger Combrisson       |       | PCF   | |
| Essonne                 | 3e              | Pierre Juquin          |       | PCF   | |
| Essonne                 | 4e              | Robert Vizet           |       | PCF   | |
| Hauts-de-Seine          | 1re             | Jacques Brunhes        |       | PCF   | |
| Hauts-de-Seine          | 3e              | Dominique Frelaut      |       | PCF   | |
| Hauts-de-Seine          | 4e              | Parfait Jans           |       | PCF   | |
| Hauts-de-Seine          | 7e              | Jacqueline Fraysse     |       | PCF   | |
| Hauts-de-Seine          | 11e             | Guy Ducoloné           |       | PCF   | |
| Seine-Saint-Denis       | 1re             | Paulette Fost          |       | PCF   | |
| Seine-Saint-Denis       | 2e              | Pierre Zarka           |       | PCF   | |
| Seine-Saint-Denis       | 3e              | Jack Ralite            |       | PCF   | |
| Seine-Saint-Denis       | 4e              | Maurice Nilès          |       | PCF   | |
| Seine-Saint-Denis       | 5e              | Roger Gouhier          |       | PCF   | |
| Seine-Saint-Denis       | 6e              | Jacqueline Chonavel    |       | PCF   | |
| Seine-Saint-Denis       | 7e              | Louis Odru             |       | PCF   | |
| Seine-Saint-Denis       | 8e              | Robert Ballanger       |       | PCF   | Président de groupe, décédé le 26 janvier 1981 |
| Seine-Saint-Denis       | 8e              | François Asensi        |       | PCF   | Remplace Robert Ballanger |
| Seine-Saint-Denis       | 9e              | Marie-Thérèse Goutmann |       | PCF   | Élection invalidée le 8 juin 1978 par le Conseil constitutionnel, réélue le 23 juillet 1978 lors d'une élection partielle Vice-présidente de l'Assemblée nationale |
| Val-de-Marne            | 1re             | Georges Marchais       |       | PCF   | Secrétaire général du Parti communiste français |
| Val-de-Marne            | 2e              | Charles Fiterman       |       | PCF   | |
| Val-de-Marne            | 3e              | Georges Gosnat         |       | PCF   | |
| Val-de-Marne            | 8e              | Maxime Kalinsky        |       | PCF   | |
| Val-d'Oise              | 3e              | Robert Montdargent     |       | PCF   | |
| Val-d'Oise              | 3e              | Henry Canacos          |       | PCF   | |

| Circonscription     | Circonscription | Nom                 | Parti | Parti | Remarques                                             |
| ------------------- | --------------- | ------------------- | ----- | ----- | ----------------------------------------------------- |
| Aisne               | 2e              | Daniel Le Meur      |       | PCF   |                                                       |
| Aisne               | 4e              | Roland Renard       |       | PCF   |                                                       |
| Allier              | 3e              | Pierre Villon       |       | PCF   |                                                       |
| Alpes-Maritimes     | 1re             | Virgile Barel       |       | PCF   | Doyen de l'Assemblée nationale                        |
| Bouches-du-Rhône    | 4e              | François Billoux    |       | PCF   | Décédé le 14 janvier 1978                             |
| Bouches-du-Rhône    | 4e              | Pascal Posado       |       | PCF   | Remplace François Billoux                             |
| Bouches-du-Rhône    | 5e              | Georges Lazzarino   |       | PCF   |                                                       |
| Bouches-du-Rhône    | 6e              | Edmond Garcin       |       | PCF   |                                                       |
| Bouches-du-Rhône    | 7e              | Paul Cermolacce     |       | PCF   |                                                       |
| Bouches-du-Rhône    | 10e             | René Rieubon        |       | PCF   |                                                       |
| Bouches-du-Rhône    | 11e             | Vincent Porelli     |       | PCF   |                                                       |
| Corrèze             | 1re             | Pierre Pranchère    |       | PCF   |                                                       |
| Dordogne            | 4e              | Lucien Dutard       |       | PCF   |                                                       |
| Gard                | 1re             | Émile Jourdan       |       | PCF   |                                                       |
| Gard                | 3e              | Roger Roucaute      |       | PCF   |                                                       |
| Gard                | 4e              | Gilbert Millet      |       | PCF   |                                                       |
| Hérault             | 3e              | Pierre Arraut       |       | PCF   |                                                       |
| Hérault             | 4e              | Paul Balmigère      |       | PCF   |                                                       |
| Indre               | 1re             | Marcel Lemoine      |       | PCF   |                                                       |
| Isère               | 3e              | Louis Maisonnat     |       | PCF   |                                                       |
| Lot-et-Garonne      | 2e              | Hubert Ruffe        |       | PCF   |                                                       |
| Meurthe-et-Moselle  | 6e              | Gilbert Schwartz    |       | PCF   |                                                       |
| Moselle             | 3e              | César Depietri      |       | PCF   |                                                       |
| Nord                | 14e             | Émile Roger         |       | PCF   |                                                       |
| Nord                | 15e             | Georges Hage        |       | PCF   |                                                       |
| Nord                | 18e             | Georges Bustin      |       | PCF   |                                                       |
| Nord                | 20e             | Gustave Ansart      |       | PCF   |                                                       |
| Nord                | 22e             | Albert Maton        |       | PCF   |                                                       |
| Nord                | 23e             | Didier Eloy         |       | PCF   | Décédé le 30 juin 1977                                |
| Nord                | 23e             | Jean Jarosz         |       | PCF   | Remplace Didier Eloy                                  |
| Pas-de-Calais       | 5e              | Jean Bardol         |       | PCF   |                                                       |
| Pas-de-Calais       | 7e              | Jean-Jacques Barthe |       | PCF   |                                                       |
| Pas-de-Calais       | 9e              | Édouard Carlier     |       | PCF   |                                                       |
| Pas-de-Calais       | 10e             | Maurice Andrieux    |       | PCF   | Vice-président de l'Assemblée nationale (1977-1978)   |
| Pas-de-Calais       | 11e             | Henri Lucas         |       | PCF   |                                                       |
| Pas-de-Calais       | 14e             | Joseph Legrand      |       | PCF   |                                                       |
| Pyrénées-Orientales | 2e              | André Tourné        |       | PCF   |                                                       |
| Rhône               | 11e             | Marcel Houël        |       | PCF   |                                                       |
| Paris               | 10e             | Jacques Chambaz     |       | PCF   |                                                       |
| Paris               | 13e             | Gisèle Moreau       |       | PCF   |                                                       |
| Paris               | 27e             | Louis Baillot       |       | PCF   |                                                       |
| Paris               | 28e             | Henri Fiszbin       |       | PCF   |                                                       |
| Paris               | 29e             | Paul Laurent        |       | PCF   |                                                       |
| Paris               | 30e             | Daniel Dalbera      |       | PCF   |                                                       |
| Paris               | 31e             | Lucien Villa        |       | PCF   |                                                       |
| Seine-Maritime      | 3e              | Roland Leroy        |       | PCF   |                                                       |
| Seine-Maritime      | 7e              | André Duroméa       |       | PCF   |                                                       |
| Seine-et-Marne      | 2e              | Gérard Bordu        |       | PCF   |                                                       |
| Somme               | 1re             | René Lamps          |       | PCF   |                                                       |
| Var                 | 4e              | Philippe Giovannini |       | PCF   |                                                       |
| Haute-Vienne        | 1re             | Hélène Constans     |       | PCF   |                                                       |
| Haute-Vienne        | 2e              | Marcel Rigout       |       | PCF   |                                                       |
| Essonne             | 1re             | Roger Combrisson    |       | PCF   |                                                       |
| Essonne             | 3e              | Pierre Juquin       |       | PCF   |                                                       |
| Essonne             | 4e              | Robert Vizet        |       | PCF   |                                                       |
| Hauts-de-Seine      | 1re             | Waldeck L'Huillier  |       | PCF   |                                                       |
| Hauts-de-Seine      | 3e              | Dominique Frelaut   |       | PCF   |                                                       |
| Hauts-de-Seine      | 4e              | Parfait Jans        |       | PCF   |                                                       |
| Hauts-de-Seine      | 7e              | Raymond Barbet      |       | PCF   | Décédé le 9 mars 1978                                 |
| Hauts-de-Seine      | 7e              | Jean Lacombe        |       | PCF   | Remplace Raymond Barbet                               |
| Hauts-de-Seine      | 11e             | Guy Ducoloné        |       | PCF   |                                                       |
| Seine-Saint-Denis   | 1re             | Étienne Fajon       |       | PCF   |                                                       |
| Seine-Saint-Denis   | 2e              | Marcelin Berthelot  |       | PCF   |                                                       |
| Seine-Saint-Denis   | 3e              | Jack Ralite         |       | PCF   |                                                       |
| Seine-Saint-Denis   | 4e              | Maurice Nilès       |       | PCF   |                                                       |
| Seine-Saint-Denis   | 5e              | Roger Gouhier       |       | PCF   |                                                       |
| Seine-Saint-Denis   | 6e              | Jacqueline Chonavel |       | PCF   | Vice-présidente de l'Assemblée nationale              |
| Seine-Saint-Denis   | 7e              | Louis Odru          |       | PCF   |                                                       |
| Seine-Saint-Denis   | 8e              | Robert Ballanger    |       | PCF   | Président de groupe                                   |
| Val-de-Marne        | 1re             | Georges Marchais    |       | PCF   | Secrétaire général du Parti communiste français       |
| Val-de-Marne        | 2e              | Fernand Dupuy       |       | PCF   |                                                       |
| Val-de-Marne        | 3e              | Georges Gosnat      |       | PCF   |                                                       |
| Val-de-Marne        | 8e              | Maxime Kalinsky     |       | PCF   |                                                       |
| Val-d'Oise          | 2e              | Claude Weber        |       | PCF   |                                                       |
| Val-d'Oise          | 3e              | Léon Feix           |       | PCF   | Décédé le 28 avril 1974                               |
| Val-d'Oise          | 3e              | Robert Montdargent  |       | PCF   | Remplace Léon Feix                                    |
| Val-d'Oise          | 5e              | Henry Canacos       |       | PCF   |                                                       |
| Guadeloupe          | 1re             | Hégésippe Ibéné     |       | PCG   | Élu le 10 décembre 1973 lors d'une élection partielle |

| Circonscription   | Circonscription | Nom                             | Parti | Parti | Remarques                                                                                                |
| ----------------- | --------------- | ------------------------------- | ----- | ----- | --- |
| Allier            | 2e              | Henri Védrines                  |       | PCF   | |
| Allier            | 3e              | Pierre Villon                   |       | PCF   | |
| Alpes-Maritimes   | 1re             | Virgile Barel                   |       | PCF   | |
| Bouches-du-Rhône  | 4e              | François Billoux                |       | PCF   | |
| Bouches-du-Rhône  | 6e              | Edmond Garcin                   |       | PCF   | |
| Bouches-du-Rhône  | 7e              | Paul Cermolacce                 |       | PCF   | |
| Bouches-du-Rhône  | 10e             | René Rieubon                    |       | PCF   | |
| Gard              | 3e              | Roger Roucaute                  |       | PCF   | |
| Nord              | 14e             | Émile Roger                     |       | PCF   | |
| Nord              | 15e             | Arthur Ramette                  |       | PCF   | |
| Nord              | 18e             | Georges Bustin                  |       | PCF   | |
| Nord              | 19e             | Arthur Musmeaux                 |       | PCF   | |
| Nord              | 20e             | Henri Fiévez                    |       | PCF   | |
| Pas-de-Calais     | 10e             | Maurice Andrieux                |       | PCF   | |
| Pas-de-Calais     | 11e             | Jeannette Prin                  |       | PCF   | Décédée le 6 avril 1970                                                                                  |
| Pas-de-Calais     | 11e             | Henri Lucas                     |       | PCF   | Remplace Jeannette Prin                                                                                  |
| Rhône             | 6e              | Marcel Houël                    |       | PCF   | |
| Seine-Maritime    | 3e              | Roland Leroy                    |       | PCF   | |
| Seine-Maritime    | 7e              | André Duroméa                   |       | PCF   | |
| Somme             | 1re             | René Lamps                      |       | PCF   | |
| Hauts-de-Seine    | 1re             | Waldeck L'Huillier              |       | PCF   | |
| Hauts-de-Seine    | 7e              | Raymond Barbet                  |       | PCF   | |
| Hauts-de-Seine    | 11e             | Guy Ducoloné                    |       | PCF   | Élection invalidée par le Conseil constitutionnel, réélu le 3 octobre 1968 lors d'une élection partielle |
| Seine-Saint-Denis | 1re             | Étienne Fajon                   |       | PCF   | |
| Seine-Saint-Denis | 2e              | Marcelin Berthelot              |       | PCF   | |
| Seine-Saint-Denis | 3e              | Waldeck Rochet                  |       | PCF   | |
| Seine-Saint-Denis | 4e              | Maurice Nilès                   |       | PCF   | |
| Seine-Saint-Denis | 6e              | Jean Lolive                     |       | PCF   | Décédé le 6 septembre 1968                                                                               |
| Seine-Saint-Denis | 6e              | Jacqueline Chonavel             |       | PCF   | Remplace Jean Lolive                                                                                     |
| Seine-Saint-Denis | 7e              | Louis Odru                      |       | PCF   | |
| Seine-Saint-Denis | 8e              | Robert Ballanger                |       | PCF   | Président de groupe                                                                                      |
| Val-de-Marne      | 1re             | Marie-Claude Vaillant-Couturier |       | PCF   | |
| Val-de-Marne      | 2e              | Fernand Dupuy                   |       | PCF   | |
| Val-de-Marne      | 3e              | Georges Gosnat                  |       | PCF   | |
| Val-d'Oise        | 3e              | Léon Feix                       |       | PCF   | |
| Guadeloupe        | 2e              | Paul Lacavé                     |       | PCG   | Apparenté au groupe                                                                                      |

| Circonscription     | Circonscription | Nom                             | Parti | Parti | Remarques                                |
| ------------------- | --------------- | ------------------------------- | ----- | ----- | ---------------------------------------- |
| Allier              | 1re             | Marcel Guyot                    |       | PCF   |                                          |
| Allier              | 3e              | Pierre Villon                   |       | PCF   |                                          |
| Alpes-Maritimes     | 1re             | Virgile Barel                   |       | PCF   |                                          |
| Bouches-du-Rhône    | 4e              | François Billoux                |       | PCF   |                                          |
| Bouches-du-Rhône    | 5e              | Pierre Doize                    |       | PCF   |                                          |
| Bouches-du-Rhône    | 6e              | Edmond Garcin                   |       | PCF   |                                          |
| Bouches-du-Rhône    | 7e              | Paul Cermolacce                 |       | PCF   |                                          |
| Bouches-du-Rhône    | 10e             | René Rieubon                    |       | PCF   |                                          |
| Cher                | 3e              | Laurent Bilbeau                 |       | PCF   |                                          |
| Gard                | 3e              | Roger Roucaute                  |       | PCF   |                                          |
| Gard                | 4e              | Gilbert Millet                  |       | PCF   |                                          |
| Hérault             | 3e              | Pierre Arraut                   |       | PCF   |                                          |
| Hérault             | 4e              | Paul Balmigère                  |       | PCF   |                                          |
| Indre               | 2e              | Marcel Lemoine                  |       | PCF   |                                          |
| Isère               | 3e              | Louis Maisonnat                 |       | PCF   |                                          |
| Isère               | 6e              | Roger Coste                     |       | PCF   |                                          |
| Lot-et-Garonne      | 2e              | Hubert Ruffe                    |       | PCF   |                                          |
| Marne               | 4e              | Robert Morillon                 |       | PCF   |                                          |
| Meurthe-et-Moselle  | 6e              | Jean Bertrand                   |       | PCF   |                                          |
| Moselle             | 3e              | César Depietri                  |       | PCF   |                                          |
| Nièvre              | 2e              | Robert Hostier                  |       | PCF   |                                          |
| Nord                | 14e             | Émile Roger                     |       | PCF   |                                          |
| Nord                | 15e             | Arthur Ramette                  |       | PCF   |                                          |
| Nord                | 17e             | Paul Leloir                     |       | PCF   |                                          |
| Nord                | 18e             | Georges Bustin                  |       | PCF   |                                          |
| Nord                | 19e             | Arthur Musmeaux                 |       | PCF   |                                          |
| Nord                | 20e             | Henri Fiévez                    |       | PCF   |                                          |
| Nord                | 23e             | Didier Eloy                     |       | PCF   |                                          |
| Pas-de-Calais       | 3e              | André Mancey                    |       | PCF   |                                          |
| Pas-de-Calais       | 9e              | Édouard Carlier                 |       | PCF   |                                          |
| Pas-de-Calais       | 10e             | Maurice Andrieux                |       | PCF   |                                          |
| Pas-de-Calais       | 11e             | Jeannette Prin                  |       | PCF   |                                          |
| Pyrénées-Orientales | 2e              | André Tourné                    |       | PCF   |                                          |
| Rhône               | 6e              | Marcel Houël                    |       | PCF   |                                          |
| Sarthe              | 2e              | Robert Manceau                  |       | PCF   |                                          |
| Paris               | 10e             | Jacques Chambaz                 |       | PCF   |                                          |
| Paris               | 13e             | Pierre Cot                      |       | UP    | Apparenté au groupe                      |
| Paris               | 14e             | Serge Boucheny                  |       | PCF   |                                          |
| Paris               | 27e             | Louis Baillot                   |       | PCF   |                                          |
| Paris               | 29e             | Paul Laurent                    |       | PCF   |                                          |
| Paris               | 30e             | Claire Vergnaud                 |       | PCF   |                                          |
| Paris               | 31e             | Lucien Villa                    |       | PCF   |                                          |
| Seine-Maritime      | 3e              | Roland Leroy                    |       | PCF   |                                          |
| Seine-Maritime      | 6e              | Colette Privat                  |       | PCF   |                                          |
| Seine-Maritime      | 7e              | André Duroméa                   |       | PCF   |                                          |
| Somme               | 1re             | René Lamps                      |       | PCF   |                                          |
| Somme               | 3e              | Michel Couillet                 |       | PCF   |                                          |
| Var                 | 4e              | Toussaint Merle                 |       | PCF   |                                          |
| Haute-Vienne        | 2e              | Marcel Rigout                   |       | PCF   |                                          |
| Vaucluse            | 3e              | Fernand Marin                   |       | PCF   |                                          |
| Yvelines            | 7e              | Maurice Quettier                |       | PCF   |                                          |
| Essonne             | 1re             | Roger Combrisson                |       | PCF   |                                          |
| Essonne             | 3e              | Pierre Juquin                   |       | PCF   |                                          |
| Essonne             | 4e              | Robert Vizet                    |       | PCF   |                                          |
| Hauts-de-Seine      | 1re             | Waldeck L'Huillier              |       | PCF   |                                          |
| Hauts-de-Seine      | 4e              | Parfait Jans                    |       | PCF   |                                          |
| Hauts-de-Seine      | 7e              | Raymond Barbet                  |       | PCF   |                                          |
| Hauts-de-Seine      | 11e             | Guy Ducoloné                    |       | PCF   |                                          |
| Hauts-de-Seine      | 12e             | Robert Levol                    |       | PCF   |                                          |
| Seine-Saint-Denis   | 1re             | Étienne Fajon                   |       | PCF   |                                          |
| Seine-Saint-Denis   | 2e              | Fernand Grenier                 |       | PCF   |                                          |
| Seine-Saint-Denis   | 3e              | Waldeck Rochet                  |       | PCF   |                                          |
| Seine-Saint-Denis   | 4e              | Maurice Nilès                   |       | PCF   |                                          |
| Seine-Saint-Denis   | 5e              | Roger Gouhier                   |       | PCF   |                                          |
| Seine-Saint-Denis   | 6e              | Jean Lolive                     |       | PCF   |                                          |
| Seine-Saint-Denis   | 7e              | Louis Odru                      |       | PCF   |                                          |
| Seine-Saint-Denis   | 8e              | Robert Ballanger                |       | PCF   | Président de groupe                      |
| Val-de-Marne        | 1re             | Marie-Claude Vaillant-Couturier |       | PCF   | Vice-présidente de l'Assemblée nationale |
| Val-de-Marne        | 2e              | Fernand Dupuy                   |       | PCF   |                                          |
| Val-de-Marne        | 3e              | Georges Gosnat                  |       | PCF   |                                          |
| Val-d'Oise          | 3e              | Léon Feix                       |       | PCF   |                                          |
| Val-d'Oise          | 5e              | Henry Canacos                   |       | PCF   |                                          |
| Guadeloupe          | 2e              | Paul Lacavé                     |       | PCG   | Apparenté au groupe                      |

### Composition entre 1939 et 1940
| Circonscription  | Nom                | Parti | Parti   | Remarques                                                                                    |
| ---------------- | ------------------ | ----- | ------- | -------------------------------------------------------------------------------------------- |
| Allier           | Eugène Jardon      |       | PC-SFIC | Quitte le groupe pour rejoindre l'Union populaire française[Quand ?]                         |
| Ardennes         | Pierre Lareppe     |       | PC-SFIC |                                                                                              |
| Bas-Rhin         | Alfred Daul        |       | PC-SFIC |                                                                                              |
| Bouches-du-Rhône | François Billoux   |       | PC-SFIC |                                                                                              |
| Cher             | Gaston Cornavin    |       | PC-SFIC |                                                                                              |
| Gard             | Auguste Béchard    |       | PC-SFIC |                                                                                              |
| Gard             | Fernand Valat      |       | PC-SFIC | Quitte le groupe en octobre 1939, et rejoint l'Union populaire française en décembre 1939    |
| Seine            | Joanny Berlioz     |       | PC-SFIC |                                                                                              |
| Seine            | Florimond Bonte    |       | PC-SFIC | Secrétaire général du groupe                                                                 |
| Seine            | Marcel Brout       |       | PC-SFIC | Quitte le groupe le 8 décembre 1939 pour rejoindre l'Union populaire française               |
| Seine            | Marcel Capron      |       | PC-SFIC | Quitte le groupe le 8 décembre 1939 pour rejoindre l'Union populaire française               |
| Seine            | Alfred Costes      |       | PC-SFIC |                                                                                              |
| Seine            | Ambroise Croizat   |       | PC-SFIC |                                                                                              |
| Seine            | Jacques Duclos     |       | PC-SFIC |                                                                                              |
| Seine            | Émile Dutilleul    |       | PC-SFIC |                                                                                              |
| Seine            | Jacques Grésa      |       | PC-SFIC |                                                                                              |
| Seine            | Henri Lozeray      |       | PC-SFIC |                                                                                              |
| Seine            | Gaston Monmousseau |       | PC-SFIC |                                                                                              |
| Seine            | Prosper Môquet     |       | PC-SFIC |                                                                                              |
| Seine            | Albert Petit       |       | PC-SFIC |                                                                                              |
| Seine            | Léon Piginnier     |       | PC-SFIC | Démissionne de son mandat le 30 novembre 1939                                                |
| Seine            | Armand Pillot      |       | PC-SFIC | Quitte le groupe le 22 décembre 1939 pour rejoindre l'Union populaire française              |
| Seine            | Albert Rigal       |       | PC-SFIC |                                                                                              |
| Seine            | Waldeck Rochet     |       | PC-SFIC |                                                                                              |
| Seine            | Charles Tillon     |       | PC-SFIC |                                                                                              |
| Seine            | Auguste Touchard   |       | PC-SFIC |                                                                                              |
| Seine-et-Marne   | Émile Fouchard     |       | PC-SFIC | Quitte le groupe en octobre 1939, et rejoint l'Union populaire française le 16 décembre 1939 |
| Seine-et-Oise    | Charles Benoist    |       | PC-SFIC |                                                                                              |
| Seine-et-Oise    | Émile Cossonneau   |       | PC-SFIC |                                                                                              |
| Seine-et-Oise    | Pierre Dadot       |       | PC-SFIC |                                                                                              |
| Seine-et-Oise    | Antoine Demusois   |       | PC-SFIC |                                                                                              |
| Seine-et-Oise    | Jean Duclos        |       | PC-SFIC |                                                                                              |
| Seine-et-Oise    | Lucien Midol       |       | PC-SFIC |                                                                                              |
| Seine-et-Oise    | Gabriel Péri       |       | PC-SFIC |                                                                                              |
| Seine-et-Oise    | Alexandre Prachay  |       | PC-SFIC |                                                                                              |
| Lot-et-Garonne   | Renaud Jean        |       | PC-SFIC |                                                                                              |
| Nord             | Henri Martel       |       | PC-SFIC |                                                                                              |
| Nord             | Arthur Musmeaux    |       | PC-SFIC |                                                                                              |
| Nord             | Arthur Ramette     |       | PC-SFIC | Président de groupe                                                                          |
| Rhône            | Georges Lévy       |       | PC-SFIC |                                                                                              |
| Somme            | Jean Catelas       |       | PC-SFIC |                                                                                              |
| Somme            | Louis Prot         |       | PC-SFIC |                                                                                              |
| Var              | Jean Bartolini     |       | PC-SFIC |                                                                                              |

## Histoire

### IIIeRépublique
Le 28 septembre 1939, le Groupe ouvrier et paysan français, est créé à la Chambre des députés, en remplacement du Groupe communiste afin de permettre aux députés communistes de maintenir leur activité parlementaire, après la dissolution du PCF, le 26 septembre 1939.
Tous ses membres qui n'ont pas condamné le Pacte germano-soviétique sont déchus de leur mandat le 21 janvier 1940 et condamnés le 3 avril 1940 à quatre ans de prison avec sursis ou cinq ans de prison ferme et à cinq ans de privation de leurs droits civiques et civils,.

### VeRépublique

#### 1958-1968
À la suite des élections législatives de 1962, et pour la première fois sous la Ve République, un groupe parlementaire communiste est  constitué à l'Assemblée nationale. Le Parti communiste avait obtenu 21,8 % des voix au 1er tour et avait gagné 41 sièges à l'Assemblée. Déjà en 1958, le PCF avait réuni 18,9 % des voix, mais avait obtenu, à cause du scrutin majoritaire, seulement 10 députés ce qui ne suffisait pas pour former un groupe. Les députés communistes faisaient donc entièrement partie des non-inscrits à l'Assemblée nationale jusqu'en 1962, ce qui est un fait unique dans l'histoire après la fin de la IIIe République.
Lors des élections législatives de 1967, le PCF recueille 22,5 % des voix exprimées au 1er tour, soit le meilleur score de son histoire, après les législatives de 1946. Finalement, le PCF obtient 71 députés après le 2d tour. Le groupe communiste compte dès lors un élu du Parti communiste guadeloupéen (PCG), en la personne de Paul Lacavé, et un progressiste apparenté avec Pierre Cot, soit au total 73 députés pendant cette législature d'un an seulement.

#### 1968-1973
À l'occasion des élections législatives de 1968 anticipées après la dissolution de l'Assemblée nationale par le président de la République Charles de Gaulle pour répondre à la crise de mai 68, le PCF subit comme les autres partis de gauche une cuisante défaite et perd, avec un score de 20 % des voix exprimées, plus que la moitié de ses députés. Le groupe communiste ne compte alors plus que 34 élus.

#### 1973-1978
Lors des élections législatives de 1973, le groupe regagne ses 73 députés, il est alors uniquement composé de députés du Parti communiste. Le communiste guadeloupéen, Hégésippe Ibéné, élu lors d'une élection partielle en décembre 1973, rejoint le groupe comme apparenté.

#### 1978-1981
Lors des élections de 1978, le groupe atteint 86 députés, à la suite du bon score électoral du PCF qui obtient 20,5 % au 1er tour, soit son meilleur score sous la Ve République.

#### 1981-1986
Après les législatives de 1981, le groupe compte un seul député non PCF, en la personne d'Ernest Moutoussamy (Parti communiste guadeloupéen).

#### 1986-1988
Paul Vergès et Élie Hoarau (PCR) rejoignent également le groupe communiste, à la suite des élections législatives de 1986. Mais le 14 octobre 1987, les deux élus du PCR quittent le groupe en démissionnant de leurs mandats, à cause des désaccords avec le PCG. Dix ans plus tard, les députés du PCR rejoindront le groupe radical, citoyen et vert (RCV).

#### 1988-1993
À la suite des élections législatives de 1988, les 24 députés PCF ne sont pas en mesure de reconstituer le groupe communiste, ils commenceront la législature dans les rangs des Non-inscrits. Le 15 juillet 1988, le seuil de constitution des groupes est abaissé  de 30 à 20 députés, permettant ainsi la reconstitution du groupe composé de 25 députés (24 PCF et 1 PCG).

#### 1993-1997
À la suite des élections législatives de 1993, le groupe ne comptait plus que 23 élus, dont les députés apparentés Ernest Moutoussamy (PPDG) et Jean-Pierre Brard (élu en 1988) .

#### 1997-2002
À partir de 2002, le groupe communiste, dénommé officiellement groupe communistes et républicains, était composé majoritairement des élus du PCF, mais comptait avec Jean-Pierre Brard, leader de la Convention pour une alternative progressiste (CAP), et Jacques Desallangre, ancien député du Mouvement des citoyens (MDC), aussi deux apparentés communistes qui étaient déclarés comme « membres » du groupe et non comme « apparentés » car un groupe parlementaire à l'Assemblée nationale devait comprendre au moins 20 membres à cette époque. Le changement de nom était une suite de l'arrivée de Jacques Desallangre, ancien député du MDC.

#### 2002-2007
Après les élections législatives de 2002, le groupe communiste prend le nom de groupe communistes et républicains, constitué de 22 députés (20 PCF, 1 CAP et 1 DVG) :

#### 2007-2012
Après les élections législatives de 2007, le Parti communiste est, pour la première fois depuis 1959, dans l'impossibilité de constituer à lui seul un groupe parlementaire à l'Assemblée nationale.
| Trois députées du groupe : (de gauche à droite)Marie-Hélène Amiable, Martine Billard et Marie-George Buffet.  |  | Trois députées du groupe : (de gauche à droite)Marie-Hélène Amiable, Martine Billard et Marie-George Buffet. |  | Trois députées du groupe : (de gauche à droite)Marie-Hélène Amiable, Martine Billard et Marie-George Buffet. |
| Trois députées du groupe : (de gauche à droite) Marie-Hélène Amiable, Martine Billard et Marie-George Buffet. |  | |  | |

| Trois députés du groupe : (de gauche à droite) André Chassaigne, Maxime Gremetz et Patrick Braouezec. |  | Trois députés du groupe : (de gauche à droite) André Chassaigne, Maxime Gremetz et Patrick Braouezec. |  | Trois députés du groupe : (de gauche à droite) André Chassaigne, Maxime Gremetz et Patrick Braouezec. |
| Trois députés du groupe : (de gauche à droite) André Chassaigne, Maxime Gremetz et Patrick Braouezec. |  | |  | |

| Trois autres députés du groupeDe gauche à droite :Noël Mamère, Yves Cochet et Marc Dolez.   |  | Trois autres députés du groupeDe gauche à droite :Noël Mamère, Yves Cochet et Marc Dolez. |  | Trois autres députés du groupeDe gauche à droite :Noël Mamère, Yves Cochet et Marc Dolez. |
| Trois autres députés du groupe De gauche à droite : Noël Mamère, Yves Cochet et Marc Dolez. |  |                                                                                           |  |                                                                                           |

Après avoir réclamé que le seuil de constitution d'un groupe soit abaissé de vingt à quinze députés, proposition alors rejetée par la majorité, les communistes décident de participer à un groupe « technique » appelé Gauche Démocrate et Républicaine, regroupant à sa création quinze députés PCF, deux apparentés PCF, Maxime Gremetz, alors exclu du PCF, quatre députés verts, un député du Mouvement indépendantiste martiniquais (MIM) et un du Parti communiste réunionnais (PCR).
Ce groupe devient le troisième de l'Assemblée nationale en termes d'effectifs, derrière les groupes UMP et socialiste. Le communiste Jean-Claude Sandrier est le premier de ses présidents. André Gerin décide de ne pas prendre part aux travaux du groupe, dont il reste membre.
Le 12 novembre 2008, Marc Dolez, député du Nord, cofondateur du Parti de gauche, quitte le groupe socialiste et rejoint le groupe GDR en tant qu'apparenté[réf. souhaitée]. Les 20 députés membres du PCF, de la Convention pour une alternative progressiste (CAP), de la Fédération pour une alternative sociale et écologique (FASE) et du Parti de gauche (PG) forment alors un sous-groupe au sein du groupe GDR : les députés communistes, républicains, du Parti de gauche.
En décembre 2009, Martine Billard, députée de la première circonscription de Paris, quitte les Verts et intègre le Parti de gauche en construction. Elle reste membre du GDR mais change d'étiquette en son sein.
Le 11 juillet 2010, la candidate verte Anny Poursinoff est élue députée de la dixième circonscription des Yvelines, lors d'une élection législative partielle, et devient ainsi la 26e membre du groupe GDR.
Maxime Gremetz, député ex-PCF de la première circonscription de la Somme, est exclu du groupe le 12 avril 2011 à cause de son comportement excessif. Il démissionne de son mandat de député le 16 mai. Son siège reste vacant jusqu'aux élections législatives de 2012.
L'accord conclu en début de législature par les membres du groupe GDR prévoit que la dernière présidence tournante du groupe revienne à un député écologiste, en la personne d'Yves Cochet. Or, à la suite de l'application du traité de Lisbonne, ce dernier est élu par ses pairs au parlement européen. Dans un contexte de dissensions entre le Front de gauche, Europe Écologie Les Verts et le Parti socialiste concernant les investitures aux législatives prochaines notamment en Seine-Saint-Denis, les tensions s'exacerbent au sein du groupe GDR. Refusant de céder la présidence du groupe aux communistes qui, largement majoritaires, souhaitent y élire leur porte-parole Roland Muzeau, les députés écologistes quittent le GDR le 29 novembre 2011 pour siéger avec les non-inscrits,, tandis que le siège d'Yves Cochet reste vacant jusqu'à la fin de la législature.
Du 29 novembre 2011 à la fin de la législature, le groupe GDR est donc composé de 19 députés Front de gauche (12 PCF, 3 PG, 3 FASE et 1 CAP) et de deux députés ultra-marins (PCR et MIM).

#### 2012-2017
Le 26 juin 2012, à la suite des élections législatives, le groupe GDR est reconduit et compte quinze membres, dont dix Front de gauche et cinq députés d'outre-mer. André Chassaigne, député de la cinquième circonscription du Puy-de-Dôme, en est élu président.
Le 3 juillet 2012, les élus Front de gauche s'abstiennent lors du vote de confiance au gouvernement Ayrault.
Le 8 avril 2014, 12 des 15 membres du groupe de la gauche démocrate et républicaine ont voté contre le gouvernement Valls. Deux députés d'outre-mer, siégeant au côté du Front de gauche, Bruno Nestor Azerot et Gabriel Serville, ont voté pour. Un s'est abstenu.

#### 2017-2022
Le 21 juin 2017, André Chassaigne annonce que le groupe GDR pourra être reconduit et comprendra onze députés PCF et quatre députés ultramarins (le PCF n'ayant pas de structure dans les DROM-COM). Le groupe accueille un député ultra-marin supplémentaire, ce qui porte l'effectif à seize. Stéphane Peu, membre du Parti communiste, élu sous les couleurs de La France insoumise, a décidé de siéger dans le groupe GDR. André Chassaigne est réélu président du groupe.
Lors du vote de confiance au gouvernement Philippe II, les onze députés communistes et Huguette Bello votent contre la confiance, les quatre autres membres du groupe s'abstiennent,,.
En avril 2018, le groupe GDR est celui qui s'est le plus systématiquement opposé à la majorité, en votant favorablement 9,3 % des textes et 4,5 % des votes solennels (qui valident l'ensemble d'une loi) : le groupe GDR a voté favorablement, à cette date, aux deux scrutins solennels portant sur le référendum de 2018 sur l'indépendance de la Nouvelle-Calédonie et sur la gestion des milieux aquatiques et prévention des inondations.

#### 2022-2024
En 2022, douze candidats communistes sont élus députés. Le groupe GDR est reconduit avec six élus ultramarins, que préside André Chassaigne pour un troisième mandat. Ils sont rejoints par quatre autres députés ultramarins, formant ainsi un groupe parlementaire de 22 membres.
Il fait partie de l'intergroupe de la Nouvelle Union populaire écologique et sociale (NUPES) avec les groupes LFI-NUPES, SOC et ÉCO-NUPES.

#### Depuis 2024
Lors des élections législatives de 2024, le groupe perd plusieurs élus, notamment en Métropole, Fabien Roussel dans le Nord, Sébastien Jumel en Seine-Maritime et Pierre Dharréville dans les Bouches-du-Rhône. Tous trois sont battus par des candidats RN.
André Chassaigne est reconduit à la tête du groupe le 15 juillet 2024. Le 18 juillet 2024, Émeline K/Bidi est élue co-présidente du groupe GDR bien que cette possibilité ne soit pas offerte par le règlement de l'Assemblée nationale, qui ne reconnait qu'un seul titulaire pour cette fonction en tant que présidence institutionnelle, qui implique la participation à la Conférence des présidents.
Démissionnaire, il est remplacé à partir du 1er avril 2025 par Stéphane Peu, qui le copréside une nouvelle fois avec Émeline K/Bidi.
Le groupe est menacé de disparition après la proposition de la présidente Yaël Braun-Pivet de relever à 25 voire 30 le nombre minimal de députés nécessaires à la constitution des groupes à partir de la prochaine législature,. Il rappelle dans un communiqué que cette proposition est « dangereuse », étant donné qu'en 2009, « l’Assemblée a décidé à l’unanimité d’abaisser le seuil à 15 députés pour pouvoir constituer un groupe, afin, au nom du pluralisme, de redonner de l’air à la démocratie parlementaire ».

## Organisation

### Présidents
| Titulaire                     | Titulaire                     | Titulaire                     | Parti                         | Début             | Fin                | Législature                                        |
| IIIe République               | IIIe République               | IIIe République               | IIIe République               | IIIe République   | IIIe République    | IIIe République                                    |
| ----------------------------- | ----------------------------- | ----------------------------- | ----------------------------- | ----------------- | ------------------ | -------------------------------------------------- |
| 1                             |                               | Georges Lévy                  | PC-SFIC                       | 1921              | 1921               | XIIe                                               |
| 2                             |                               | Auguste Dormoy                | PC-SFIC                       | 1922              | 1924               | XIIe                                               |
| 3                             |                               | Jean-Louis Garchery           | PC-SFIC                       | 1924              | 1928               | XIIIe                                              |
| 4                             |                               | Alexandre-Étienne Piquemal    | PC-SFIC                       | 1928              | 1929               | XIVe                                               |
| 5                             |                               | Jean-Marie Clamamus           | PC-SFIC                       | 1930              | 1932               | XIVe                                               |
| 6                             |                               | Renaud Jean                   | PC-SFIC                       | 1932              | 1936               | XVe                                                |
| 7                             |                               | Jacques Duclos                | PC-SFIC                       | 1936              | 1937               | XVIe                                               |
| 8                             |                               | Renaud Jean                   | PC-SFIC                       | 1938              | 1939               | XVIe                                               |
| 9                             |                               | Arthur Ramette                | PC-SFIC                       | 28 septembre 1939 | 21 janvier 1940    | XVIe                                               |
| IVe République                |                               |                               |                               |                   |                    |                                                    |
| 10                            |                               | Jacques Duclos                | PCF                           | 6 novembre 1945   | 5 décembre 1958    | Ire Constituante IIe Constituante Ire, IIe et IIIe |
| Ve République                 |                               |                               |                               |                   |                    |                                                    |
| Le groupe n'est pas renouvelé | Le groupe n'est pas renouvelé | Le groupe n'est pas renouvelé | Le groupe n'est pas renouvelé | 9 décembre 1958   | 9 octobre 1962     | Ire                                                |
| 11                            |                               | Waldeck Rochet                | PCF                           | 8 décembre 1962   | 2 octobre 1964     | IIe                                                |
| 12                            |                               | Robert Ballanger              | PCF                           | 2 octobre 1964    | 26 janvier 1981    | IIe, IIIe, IVe, Ve et VIe                          |
| 13                            |                               | André Lajoinie                | PCF                           | 10 février 1981   | 1er avril 1993     | VIe, VIIe, VIIIe et IXe                            |
| 14                            |                               | Alain Bocquet                 | PCF                           | 2 avril 1993      | 19 juin 2007       | IXe, Xe, XIe et XIIe                               |
| 15                            |                               | Jean-Claude Sandrier          | PCF                           | 26 juin 2007      | 1er septembre 2010 | XIIIe                                              |
| 16                            |                               | Yves Cochet                   | LV/EÉLV                       | 27 septembre 2010 | 29 novembre 2011   | XIIIe                                              |
| 17                            |                               | Roland Muzeau                 | PCF                           | 29 novembre 2011  | 19 juin 2012       | XIIIe                                              |
| 18                            |                               | André Chassaigne              | PCF                           | 26 juin 2012      | 31 mars 2025       | XIVe, XVe, XVIe et XVIIe                           |
| 19                            |                               | Stéphane Peu                  | PCF                           | 1er avril 2025    | en cours           | XVIIe                                              |

### Secrétaires généraux
- 1939-1940 : Florimond Bonte[1]
- 1965-1998 : Hermine Pulvermacher
- 1998-2010 : Dominique Touraine
- Depuis 2010 : Djénane Toma